# トラベラー (TRPG)
『トラベラー』（Traveller）は、GDW（ゲームデザイナーズ・ワークショップ）より1977年に発売されたSFロールプレイングゲーム。デザイナーはマーク・W・ミラー。1984年に安田均の翻訳による日本語版が日本語で出版された初の本格的テーブルトークRPG（TRPG）としてホビージャパンから発売され、追加ルールなどのサプリメントと関連ゲームも多数翻訳された。日本語版のボックス・アートは加藤直之がイラストを担当した。
ホビージャパン版はその後絶版となったが、2003年より株式会社雷鳴が再度翻訳し販売している。雷鳴版は、オリジナル版に準じたコンポーネントを踏襲しているが、イラストは加藤直之が全て描き起こしている。株式会社雷鳴は解散廃業したため、雷鳴版も現在は絶版となっている。
最初の制作元だったGDW社のボードシミュレーションゲーム『インペリウム（Imperium）』など、同社のSFゲームに共通して設定されていた架空の宇宙史に基づくSF／スペースオペラRPGであり、プレイヤー・キャラクターは広大な恒星間国家〈帝国〉とその周辺宙域を、ジャンプ・ドライブと呼ばれる超光速推進機関を搭載した宇宙船で旅することが出来る。
これまでに「トラベラー・ダイジェスト」などの専門誌を始め複数の出版社から数多くの追加設定資料、シナリオ集や関連小説が発行されており、この緻密なSF世界設定はガープスの世界設定サプリメントの1つであるGURPS Travellerとしても展開されている。

## 概要
57世紀という遥か遠未来、広大な星間国家である〈帝国〉が主な舞台となる。プレイヤーキャラクターは広大な宇宙を旅する一個人となって、様々な事件に出会い、それに対応し、解決して生き抜くことが目的となる。
SFが背景設定となっているが、プレイヤーキャラクターはいわゆるスペースオペラ的な超人ではなく、常識的な肉体的能力と知性しか持たない。後述するキャラクター作成ルールの特性から、年若いキャラクターがゲーム内で充分に活躍することは難しく、30代以降のキャラクターが一般的である。また、経済ルールが充実していることもあり「退職金を頭金にローンで中古の宇宙船を買って、それを使って交易をして金儲けをしつつ借金を返済する」といった地に足が着いた地味な展開が、本作における典型的なプレイスタイルの1つとなっている。ただし、スペースオペラ的な主人公を意識した『ヤングトラベラー』と言う追加ルールも存在する。
一方で、宇宙船や異星生物などSFらしいルールも整えられている。背景となる宇宙や惑星も、UWPと呼ばれるコードで環境や社会体制が表され、ダイスを振ってランダムに作成するシステムを備えていたため、プレイのための背景宇宙を「自分で作成する」ことができ、さらに、その後発表されたサプリメントを使用すれば、宇宙船やロボットなども自作することも可能である。
トラベラーには、現在ではClassic Traveller(CT)とも呼ばれる初版のルールシステム以来、MegaTraveller(MT)、Traveller:The New Era(TNE)、Marc Miller's Traveller(T4)、GURPS Traveller(GT)など、いくつかの版があり、複数のルールシステム・世界設定が存在する。以下のルール解説は初版に基づいたものである。

### 基本ルール
行為判定は6面サイコロ2個を使用し、その出目の合計がその行為毎に定められた特定の数値より大きいとその行為は成功となる。
スキル（技能）システムを初めて導入したRPGで、戦闘、技術、学問などSF冒険生活に関する様々な分野の技能が用意され、主に行為判定の際に修正ボーナス（ルールでは‘DM±n’と表現される）として使用される。ホビージャパン版では経験値やレベルアップ等の成長システムが外されているため、最初のキャラクター作成が重要視される。

### キャラクター
作成時にキャラクターが経歴を重ねて成長して行くのがこのゲームの大きな特徴の1つである。18歳の若者として社会に出るところから始まり、経歴部門（後述）から希望のものを選び（あるいは徴用され）、与えられた任務の成否や生存などの判定を一期（4年）単位で行い、成功すれば各部門で積んだ経験を表すものとして技能や能力値が向上していく。しかし、ある程度の年齢を過ぎると老化現象の判定も加わり、加齢による肉体の衰えが始まり、更に知力の低下も起きる。それらの結果の積み重ねがキャラクターの作成となり、それ自体が一種のゲームのようになっている。
キャラクターの基本的能力を数値で表した能力値として、筋力、敏捷力、耐久力、知力、教育度、社会身分度の6種が設定される。これをUPPと呼び、作成の最初にサイコロ2個の出目の合計で決定され、経歴を重ねるうちに判定結果などによる増減で1から15の範囲に変化する。並べて記述する際に全て一桁の数で表せるように16進数で表記されるので、あり得る数値は1からFということになる。
キャラクターが選択または徴兵されて入り、技能や能力を得ていく経歴部門には、主に下記のようなものがある。
海軍
このゲームでは宇宙軍を指す（惑星上の海を担当する意味での海軍は区別のため「水軍」と呼ばれる）。
主に宇宙船に関する技能を得られる。
海兵隊
惑星への降下、制圧を行う軍。海軍の宇宙船内の治安維持や、乗り込んできた敵の排除も行う（ゾダーンの超能力部隊がテレポートで乗り込んでくる事がある）。
主に個人戦闘に関する技能を得られる。無重力状態でも自由に動ける為の「0G戦闘」技能は海兵隊が一番得意。
陸軍
惑星上の陸戦を担当する軍。宇宙船を持たない未開惑星でもない限り空軍や水軍も包括する。
主に個人戦闘に関する技能を得られる。また宇宙船以外の乗り物なら詳しい。
偵察局
未開星系の測量や探査、各星系政府への連絡や内偵を任務とする、帝国の公的機関。
平時でも危険な職業だが、多彩な技能を習得でき数も他の経歴より多く習得できる可能性が高い。もちろんゲームバランス上、器用貧乏で専門職には劣る様になっている。
任務で使用していた宇宙船（偵察艦）を退職時に手に入れる可能性がある。ただし偵察用のため扱い易くはあるが、恒星間宇宙船としては最弱の部類である。
商人
恒星間貿易に携わる個人・企業全般を指す。事故や遭難、宇宙海賊等の問題もあり、上記の4経歴より良いとは言え安全とは言えない。
交渉系の技能を得られるが、宇宙船操縦はもちろん、海賊対策のために戦闘技能も得られない訳ではない。
偵察局と並んで宇宙船を手に入れやすい経歴でもある。商船のため偵察艦よりは大きいが、半分が荷物室であり戦闘力は大して変わらない。
その他
それ以外の職業。
後に出版されたサプリメント「帝国市民」では細分化され、貴族、学者、医者、官僚、宇宙海賊、宇宙鉱夫、空軍、水軍、未開人などが追加された。
これらの部門で定められた判定を繰り返していく中で、
- 冒険の旅に出るのに充分と思われるまでキャラクターの技能や能力が向上した（覚えられる技能は自由には選べないが）。
- これ以上歳を取ったら老化により冒険に出るには厳しいと思われるようになった。
- 継続判定に失敗して心ならずもその部門を去ることになった。

上記のいずれかの時点で冒険が始まる。つまり、このゲームではキャラクターが社会に出てある程度の経験を積んで行く中で訪れた転機の後の“第二の人生”をプレイすることになる。逆に一般的なRPGの様に冒険中に能力が上がることは基本的に無い。
なお「帝国市民」で追加された極一部の職業を除き、一期おきに少なくとも1/36、高いと1/4以上の確率で死亡するため、ゲーム開始前に死亡と言うことも珍しくない（オプションだが死亡判定が出た場合、一期ではなく半期で部門を去る途中退役ルールもある。この場合、PCは死亡しない代わり、その期に修得出来る恩典は得られず退役する。当然、年齢も半期の2年分が加齢される）。また一期おきに任務を決められるため、同じ海軍所属だとしても最前線と基地勤務では生存率が違い、習得できる技能や習得率も違う。
経歴の項にあるように偵察局や商人出身者は宇宙船を手に入れることがある。操縦技能の有無は係わらないため、別のキャラクターを雇わないと宇宙船が動かないと言う事態もある。どちらの宇宙船にせよ最弱の部類のため、宇宙船の戦闘で解決をすることはほとんど無い。もっとも正規軍以外でT型哨戒艦以上の戦闘用艦艇を持てるのは傭兵部隊や財閥の私兵部隊であり、ゲームマスターが特に設定しない限りPCが持つことはない。基本的にRPGと言うより、ウォー・シミュレーションゲームとして遊ぶためのデータである。

#### 補記：除隊恩典の宇宙船について
偵察局の除隊恩典で手に入るS型偵察艦は、独立任務（偵察局員は除隊しても『退職』とはならず、予備役編入扱い）のために偵察局から貸与されるだけである。したがって所有権は偵察局のままでありローンを払う必要はないが、PCが勝手に処分したりすることもできない。なお、船体の武装は取り外されて引き渡される。
商人が入手するA型自由貿易船については、40年ローンで買うことになる（利子により本来の値段の倍を払うことになる）。また、除隊恩典で自由貿易船を複数回獲得となった場合、一回ごとにローンの残期間が10年減少する（つまり自由貿易船を５回振ればローンを完済した宇宙船を手に入れられる訳である。もっとも船齢40年の老朽船になるが）。
S型偵察艦
船体100ｔ。ジャンプ2、２G加速。パイロットのみで運行可能。専用室は4。貨物搭載量は3t。武器設置点は1。エア・ラフト搭載。流線型船体。
恒星間航行可能な宇宙船中で最小の船。大気浄化装置に難があり、3週間で悪臭が漂い出し、6週間もすると誰もが耐えられない程になる欠点を持つ「臭い船」でもある。このため週毎にフィルターの交換（要Cr200）か、浄化装置の定期洗浄（要Cr1,000）が必要。浄化装置を改良型に置き換えればこれは解消されるが、Cr70,000が必要な上、貨物搭載量が1t減少する。派生型にJ型採掘船がある。
A型自由貿易船
船体200t。ジャンプ1、1G加速。運行にはパイロット、エンジニア、医師、スチュワードの4名が必要。専用室は10、二等船室20。貨物搭載量は82t。武器設置点は1。エア・ラフト搭載。流線型船体。
商船として最低限の性能を持たせた貨客船。性能的に見るべき物はないが経済性は高い。派生型にジャンプ性能を2へ向上させたA2型自由貿易船がある。
その他の宇宙船
「帝国市民」では貴族はY型ヨット。学者はL型実験船。宇宙海賊はP型海賊船。宇宙鉱夫はJ型採掘船をそれぞれ恩典で入手出来る可能性がある。もっともP型海賊船を除けば戦闘には不向きで、どの船も宇宙船としては最弱の部類である事には変わりはない（P型海賊船も商船相手ならともかく、海軍と渡り合うには非力な軽武装艦に過ぎない）。ただし企業から貸与されるL型実験船の他は、除隊恩典一回で完済済みの自前の船を所有可能なのが、「帝国市民」出身キャラの強みだと言える。

### 戦闘ルール
車両戦闘を含む「個人戦闘ルール」と宇宙船用の「宇宙戦闘ルール」というスケールの違う2つのルールが存在する。どちらも基本はラウンドあるいはターン制で移動と戦闘を繰り返すもので、戦闘の場面は「距離線」による抽象的な表現がされる。「距離線」とは、戦闘中の位置関係を1次元的に表したもので、戦闘を行う際は、罫線を引いた紙などの上に、キャラクターや宇宙船を表すコマなどを置いてプレイすることが推奨されている。個人戦闘は1ラウンド15秒で1距離線は25m、宇宙戦闘は1ターン1000秒で1距離線は1万キロメートルを意味する。
命中・ダメージシステムも比較的抽象化されており、距離、武器、防具などを踏まえた図表上の数値を基に、サイコロによる判定で行う。宇宙船戦闘では加えて、移動、ソフトウェアの切り替え、標的の捕捉、攻撃判定など、独特のルールを用いる。
個人戦闘も宇宙船同士の戦闘も一発の命中弾により即戦闘不能、或いは死亡といった致命的な結果を招く危険度が高いルールであり（特に個人戦闘は、PCの耐久力2～12に対し4～24のダメージを与える手持ち武器があり、ルール的に防具で命中率を減らせてもダメージは減らせない）、死者の蘇生や瞬時で修理可能な宇宙船などのルールも存在しないため、安易な戦闘による解決はほとんどの場合キャラクターの負傷による長時間にわたる無力化、あるいは死亡などの重大な結果を引き起こす。行き詰まった交渉の最終的解決策としてやむをえず戦闘を行うにせよ、事前の周到な準備など慎重に取り組む必要がある。
GDW社からは、単体としてシミュレーション・ボードゲームとしてプレイできる内容でありつつ、トラベラーとも連結可能な製品が発表されている。宇宙船戦闘を扱った『メイディ』、宇宙船内部がマップとし、個人戦闘を扱う『アザンティ・ハイ・ライトニング』『スナップショット』などである。これは、戦闘中のより複雑な状況設定を再現するため、或いは相手との距離しか考慮しない基本ルールでは飽き足らない場合のための、「上級戦闘ルール」として使用することも可能である。

### 経済関連ルール
生活関連のルールと星間貿易ルールがある。生活関連では、民間商船に雇われる場合のキャラクターの能力に応じた給料や社会身分度を維持するための1ヶ月の最低必要生活費、宇宙船の購入ローンや改造費・維持費・燃料費など日常の消費活動について定められている。星間貿易では、星々の異なる環境による商品価格への影響や、プレイヤーキャラクターが乗客の募集や商品の仕入れ、輸送、転売を行う場合の利益や損失を算出するルールが定められている。
技能レベルのアップや能力値の向上といった直接的なキャラクター成長のルールが無いため、プレイヤーキャラクターが課題を解決した結果として得られる報酬は主に現金や物品となり、装備強化のためのマネーゲームが重要視される傾向がある。

## 背景世界

### ジャンプ航法
恒星系間の唯一の交通・通信手段である「ジャンプ航法」は、ジャンプ・ドライブと呼ばれる水素を燃料とする機関によって「ジャンプ空間」という一種の超空間へ“ジャンプ・イン”し、約168時間（1週間）後に通常空間に“ジャンプ・アウト”することによって超光速航行を実現している。ジャンプ・ドライブの性能すなわち宇宙船の超光速航行能力は、この1週間の間にどれだけ距離をジャンプできるかによって表され、「ジャンプ-1」なら1週間で1パーセク（3.26光年）、「ジャンプ-6」なら1週間で6パーセクをジャンプできるということになる。ジャンプには1から最大6まであり、このようにジャンプ係数は1毎に1パーセクずつ増えていくが、ジャンプ1で飛ぼうが6で飛ぼうが、必要な時間はどれも1週間で変わりはない。
乗客にはジャンプ中の1週間を過ごし方により、個室で普通に生活する一等客と貨物室で冷凍睡眠をする2等客に分かれる。が、冷凍睡眠は不完全な技術で（1/36の確率で）二度と目覚めないことがある危険な旅である。もちろん冷凍睡眠中に事件が起きても何も出来ない。
燃料の消耗は激しく、1パーセクごとに宇宙船の全質量の10%にあたる燃料を消費するため、戦闘艦の武装や商船の荷物量に大きな影響を与える。そのためモニター艦（惑星防衛艦）のような、星系内専門の非恒星間宇宙戦などではジャンプ・ドライブを搭載しないことも。ジャンプ航法は重力に影響されやすいとの設定になっているので、ミス・ジャンプを防ぐためには跳躍前に惑星や恒星からの距離を充分取る必要がある。また、ミス・ジャンプは使用される燃料の質にも関わってくるので、なるべく低質な燃料を使用しないのが必要となる。
500tでジャンプ-2の恒星間宇宙船は100tがジャンプ用燃料（タンク）の為、400tでジャンプ・ドライブを持たない惑星防衛艦の戦闘力と同レベルとなる。一応、100tにつきひとつまでしか武器設置点を設けられないため、500t艦の方が武器設置点を多く設置できるが、ジャンプ・ドライブと武装の質量分、重量が重くなって回避力も下回り、防御に回せる装甲や、ブラック・グローブのような防御機器の設置に対する余剰質量も減るので、同サイズの宇宙船では非恒星間宇宙船の方が戦闘力が高くなる。このため、戦闘用非恒星間宇宙船「バトル・ライダー」を多数搭載する、恒星間母艦「バトル・テンダー」で構成されるバトル・ライダー戦隊なるものが存在し、空母のようにバトル・テンダーからバトル・ライダーを発進させて戦う戦法が、攻勢時には一般的となっている。逆に防衛時ではバトル・ライダーは単独でジャンプ不可能で撤退が難しいため、投入されることはほとんどない。これが負け戦の場合、出撃したバトル・ライダーがバトル・テンダーに帰還・収容する時間的な余裕がないので、母艦に置き去りにされるケースも多く、この点では純粋な戦闘力では負けるが、自由にジャンプ可能な恒星間宇宙船の方が戦略的に優れている。
トラベラー宇宙ではジャンプ・ドライブを積んだ宇宙船よりも速い通信手段が存在せず（地球に例えると、電信開発前の帆船時代と同じである）、隣りの恒星系への通信は最低でも片道1週間かかり、情報が恒星間国家全体に行き渡るのに年単位の時間が掛かってしまう。その結果として恒星間国家の中央集権的な運営は極めて難しく、必然的にそれぞれの居住惑星にはかなりの自治権が認められ、一種の封建制が恒星間政治体制の標準となっている。
この通信に使われるのが偵察局所属のXボート（連絡船）。コスト重視のためコックピットとジャンプ-6・ドライブのみを搭載し、武装どころか通常ドライブさえ無い（つまり移動できない）最弱の宇宙船。ジャンプアウト後は次の連絡船に通信をした後、母船に拾われるのを待つ事となる。一方、通信を受けた連絡船はすぐさまジャンプインする。このXボートネットワークシステムの設定により、恒星間レベルで見れば情報のやりとりに関しては中世のような状況になり、レフリーにとってゲーム内の情報の流れを制御しやすいというプレイ上の利点をもたらしている。
なお惑星間の移動に使われる「通常ドライブ」は1Gから6Gまでの性能があり、いずれも（理論上は）亜光速まで加速が可能である。この世界には6Gまでの重力制御技術があるため、6G加速を行っても乗員は揺れさえ感じない。ジャンプには重力の悪影響が大きい為（目的地以外に飛ばされる可能性が高い）通常ドライブで恒星や惑星から離れる必要がある。また通常ドライブで惑星上での飛行も可能。ただし宇宙船の形状で大気圏突入可能かが決まり可能な形状で建造すると値段が高い為、大型艦は大気圏突入を諦めて軌道上で（ジャンプ・ドライブを持たない）小型艦に物資を届けさせるのが一般的。
ジャンプ・通常両ドライブ共に燃料は水素なので、大気圏突入/離脱可能な流線型船体と採取装置が有れば、地球型惑星（の海）やガス・ジャイアント（木星型惑星）から採取することも出来るが、宇宙港がある星系なら政府により禁止されているのが一般的。そのため、恒星間戦争では（人の住む）地球型惑星は勿論、木星型惑星も重要な戦略拠点となる。

### 既知宙域
恒星間航行に必要な情報がある程度整備されている、数百パーセク平方（トラベラー宇宙での宇宙図は1ヘクスを1パーセクとする平面によって表現される）に及ぶ領域。銀河系のオリオン腕のごく一部に相当すると思われ、太陽系（ソル星系と呼ばれる）を始め、デネブやアンタレスなど、我々にもなじみ深い恒星の名前も散見される。宙域内の惑星全てが宇宙航行技術を有しているとは限らず、保有しているテック（テクノロジー）レベルによっては、帝国市民であっても宇宙港以外は宇宙船など見たこともない人々が暮らしている場合がある。
域内には列強種族の支配する巨大な恒星間国家を始め、幾多の種族と様々な規模の恒星間社会が存在する。中でも特に広大な領域を占める勢力を下記に列挙する。
第三帝国
人類を中心とした恒星間国家。“第三”とは、人類系種族ヴィラニの恒星間国家ジル・シルカを“第一帝国”、それを何度かの恒星間戦争の末に倒して西暦2314年に成立した地球人の支配する国家（「人類の支配」と呼ばれる）を“第二帝国”として、その後継国家であることを示すものであり、通常は単に「〈帝国〉（インペリウム）」と呼ばれる。プレイヤーキャラクターの出身国家として設定されることが多い。
ヴァルグル連合
太古種族の遺伝子操作によって地球の犬が知性化された種族、ヴァルグルの緩やかな国家連合。帝国からは獰猛で凶暴な蛮族と忌み嫌われている。
ゾダーン連盟
人類ではあるが超能力の有無による身分制社会を作る種族ゾダーニの国家。〈帝国〉では超能力が一種の禁忌とされるのに対し、ゾダーンでは超能力者こそが貴族階級であり、その事が対立も一因となって〈帝国〉との間には数度の辺境戦争が起きている。
アスラン帝国
地球のネコ科の動物、特にライオンに近い外見の狩猟型の動物から進化した異星人、アスランの部族連合体。帝国からは「ヴァルグル人よりはマシ」程度の目で見られている。
二千世界
草食生物から進化したケンタウロス型の異星人ククリーの領域。肉食動物（特にアスラン人）とは宿命的な対立関係にある。
ハイヴ連合
分裂による単性生殖を行う軟体生物から進化し、高度な技術力を誇る異星種族ハイヴの恒星間国家。最高の科学力を誇り、第三帝国ではハイヴ製の機械の輸入には（特に治安上の問題で）大きな制限がある。なお、ハイヴ自身が宇宙を支配する気は（とりあえずは）無いようである。
ソロマニ連合
地球人の直系の子孫であるソロマニの国家。他の人類系種族（ヴィラニ、ゾダーニなど）に対する人種的優越を主張し、帝国と対立している。
太古種族
30万年も前に既知宙域に存在した正体不明の種族。現在の列強種族をはるかに上回る技術力を持ち、地球の犬を知性化してヴァルグル人としたり、地球の人類を地球から遥かに離れた星多数に集団移住させるなど、様々な実験を行っていた（そのため、この世界にはあちこちの星に地球人系の人類がいる）。ごくまれに、遺跡からオーバーテクノロジーによる遺物が発見されることがある。

### 第三帝国の内乱と崩壊
第2版ルールとなる『メガトラベラー』の開始当初は、従来の世界観の延長線上で展開されていた。しかし、帝国暦1116年（西暦5634年）、当時の皇帝ストレフォンがデュリナー大公によって暗殺される事件が発生。これを機に、新皇帝の座を僭称するデュリナーを筆頭に、様々な勢力が第三帝国の後継者を巡って争う「継承戦争」へと突入した。
内乱は各勢力が疲弊し、大規模な戦闘が困難となる膠着期「ハードタイムズ」を経て、帝国暦1130年（西暦5648年）、ある勢力が開発した最終兵器――コンピュータに殺人衝動を与えるウイルス――が帝国領の広範囲に無差別拡散。高度な文明が維持できなくなり、勝者なきまま暗黒期へと突入することとなった。
第3版ルールの『Traveller: The New Era』（日本語版未訳）では、新暦1年（帝国暦1201年／西暦5719年）以降、帝国領を復興すべく結成された組織“Reformation Coalition”の活動が描かれる。
なお、これらの皇帝暗殺以降の展開は、従来の『トラベラー』のファンに必ずしも受け入れられたわけではなく、スティーブ・ジャクソン・ゲームズから発売された『GURPSトラベラー』では、ストレフォン皇帝が暗殺されなかった並行世界が展開されている。

## 日本での製品一覧

### ホビージャパン版トラベラー
1984年から1989年の間に様々な製品が発売された。
トラベラースタートセット
基本ルールブックとシナリオをセットにしたもの。原書版基本ルールセットボックスでは3分冊（Book1-3）になっている基本ルールを1冊にまとめたルールブックと図表類のみを別冊にまとめたチャートブックに加え、シナリオ2本（シャドウ／ミスリル）収録のアドベンチャーブック 、プレイヤー用のシナリオ状況説明書とマップ、スピンワードマーチ宙域図が付属している。
研究基地ガンマ
原書版のサプリメント数冊を1セットにしたもの。シナリオ集「研究基地ガンマ（Adventure 2 Research Station Gamma）」、NPCのデータを数値の形でひたすら載せたサプリメント「1001人のキャラクター（Supplement 1 1001 Characters）」、生物に関するデータを掲載したサプリメント「動物との遭遇（Supplement 2 Animal Encounter）」、星域のデータを数値の形でひたすら載せたサプリメント「スピンワードマーチ宙域（Supplement 3 The Spinward Marches ）」を収録。
メイデイ
ボードゲーム「メイデイ（Game 1 Mayday）」に、宇宙船に関するサプリメント「商船と砲艦（Supplement 7 Traders & Gunboats ）」をセットにしたもの。
宇宙海軍
艦隊戦闘を扱うサプリメント「宇宙海軍（Book 5 High Guard）」「戦闘宇宙艦（Supplement 9 Fighting Ships）」と、シナリオ「キンニール（Adventure 1 The Kinunir）」、「1兆クレジット艦隊（Adventure 5 Trillion Credit Squadron）」をセットにしたもの。
黄昏の峰へ
キャンペーシナリオ「黄昏の峰へ（Adventure 3 Twilight's Peak）」と、 ショートシナリオ「アルゴン・ギャンビット/デス・ステーション（Double Adventure 3 Argon Gambit/Death Station ）」、そしてプレイヤーキャラクター作成のルールとデータを拡張したサプリメント「帝国市民（Supplement 4 Citizens of the Imperium）」 をセットにしたもの。
傭兵部隊
兵士キャラクターを強化するサプリメント「傭兵部隊（Book 4 Mercenary）」と、シナリオ「ベテラン（Supplement 13 Veterans ）」、「ブロードソード（Adventure 7 Broadsword ）」をセットにしたもの。
第五次辺境戦争
ボードゲーム「第五次辺境戦争（Game 4 Fifth Frontier War）」を収録。
砂漠の傭兵
傭兵キャラクターが活躍するシナリオ集。シナリオ「砂漠の傭兵」と「ガラテア救出作戦」を収録。
レフリー・アクセサリー
マスタースクリーンである「レフリースクリーン」や「装備カード」などゲーム進行を補助するツールを多数収録。背景や性格設定を含めて記述したNPC集「60人のパトロン（Supplement 6 76 Patrons）」、シナリオ「逃避行/単独逃避行（Double Adventure 4 Marooned/Marooned Alone）」を収録。
アザンティ・ハイ・ライトニング
宇宙戦艦内部での白兵戦を扱ったウォー・シミュレーションゲーム「アザンティ・ハイ・ライトニング（Game 3 Azhanti High Lightning）」を収録。
偵察局
調査機関である偵察局のキャラクターを強化する追加ルール集「偵察局（Book 6 Scouts）」と、シナリオ「リヴァイアサン（Adventure 4 Leviathan）」「海洋世界の遊牧民（Adventure 9 Nomads of the World Ocean）」を収録
トラベラー・アドベンチャー
商船会社についてのサプリメント「豪商(Book 7 Merchant Prince)」＆上級ルール「トラベラー・アドベンチャー（The Traveller Adventure ）」を収録。
ロボットマニュアル
ロボットについてのサプリメント。ロボットキャラクター作成ルールである「ロボット（Book 8 Robots）」と、ロボットNPCを多数掲載した「101ロボット（101 Robots）」、「トラベラー書式集（Supplement 12 Forms and Charts）」を収録。
トラベラーハンドブック
トラベラーのプレイガイド。日本オリジナル編集。著者はグループSNEの安田均。

### ホビージャパン版メガトラベラー
トラベラーの第二版にあたるメガトラベラーは、1991年から1993年の間にホビージャパンより様々な製品が発売された。皇室内の権力争いで第三帝国が半壊、多数の傍流皇族や貴族が皇位を狙う戦乱の時代である。ルールも（多少）変更されている。
メガトラベラー
原書版「MegaTraveller Box Set」の翻訳。基本ルールを収録した「プレイヤー・ハンドブック」、惑星や宇宙船の設計、宇宙船戦闘などに関するルールを収録した「レフリー・ハンドブック」、装備データとワールド設定を記述した「帝国百科」の三冊セットになっている。
反乱軍ソースブック
原書版「Rebellion Sourcebook 」の翻訳。ワールドガイドにあたる。
ナイトフォール
原書版「Knightfall」の翻訳。キャンペーンシナリオ集。
ハードタイムズ
原書版「Hard Times」の翻訳。キャンペーンシナリオ集。

### 雷鳴版トラベラー
2003年より株式会社雷鳴がトラベラー初版（CT）を順次復刻翻訳している。サプリメントなどをセットで翻訳したホビージャパン版と違い、原書と全く同じ形で出版されている。
トラベラー基本ルールセット（ボックス）
Book0から3の4冊のセット。ホビージャパン版「トラベラースタートセット」のルールブックに相当。合本であったホビージャパン版では訳出されなかった部分も原書通り含む。
Book 4 マーセナリー
ホビージャパン版「傭兵部隊」の中の一冊に相当
Book 5 ハイ・ガード
ホビージャパン版「宇宙海軍」の中の一冊に相当
Supplement 1 1001キャラクター
ホビージャパン版「研究基地ガンマ」の中の一冊に相当
Supplement 2 動物との遭遇
ホビージャパン版「研究基地ガンマ」の中の一冊に相当
Supplement 3 スピンワード・マーチ宙域
ホビージャパン版「研究基地ガンマ」の中の一冊に相当
Supplement 4 帝国市民
ホビージャパン版「黄昏の峰へ」の中の一冊に相当
Adventure 1 キンニール
ホビージャパン版「宇宙海軍」の中の一冊に相当
Double Adventure 1 シャドウ／アニック・ノヴァ
「シャドウ」はホビージャパン版「トラベラースタートセット」に収録されていたシナリオ。「アニック・ノヴァ」は翻訳初登場。
レフリー・スクリーン／Special Supplement 3 ミサイル
ホビージャパン版「レフリー・アクセサリー」に相当。「ミサイル」は翻訳初登場。

## 小説
和訳されたのは以下の2冊だが、GDW社の公式世界ではなく作者独自の世界観を舞台としている。
トラベラー1　戦乱のアウトリーチ宙域
ジェファーソン・P・スワイカファー/佐脇洋平訳/イラスト加藤直之：富士見文庫/富士見ドラゴンノベルズ：1990・初版：600円
トラベラー2　逃亡の惑星
ジェファーソン・P・スワイカファー/佐脇洋平訳/イラスト加藤直之：富士見文庫/富士見ドラゴンノベルズ：1991・初版：520円